# Choerodon rubescens
Choerodon rubescens là một loài cá biển thuộc chi Choerodon trong họ Cá bàng chài. Loài này được mô tả lần đầu tiên vào năm 1862.

## Từ nguyên
Tính từ định danh rubescens trong tiếng Latinh mang nghĩa là "hơi đỏ", hàm ý đề cập đến màu sắc trên thân của loài cá này.

## Phạm vi phân bố và môi trường sống
C. rubescens là một loài đặc hữu của vùng biển Tây Úc, được tìm thấy từ vịnh Shark trải dài đến mũi Leeuwin ở phía nam, đặc biệt phổ biến ở khu vực Houtman Abrolhos. Loài này sống ở khu vực có nền cát, gần các bãi đá ngầm và rạn san hô, độ sâu tối thiểu đến 30 m.

## Mô tả
C. rubescens có thể phát triển đạt đến chiều dài là 100 cm. Cá cái có màu đỏ nhạt, còn cá đực trưởng thành sẫm màu xám hơn. Vùng cằm trắng. Mống mắt có vòng viền màu ngọc lam. Vây ngực màu vàng nâu với một đốm trắng lớn ở gốc vây. Cá đực lớn có thể xuất hiện một bướu gù nhô lên ở phần trán.
Số gai ở vây lưng: 13; Số tia vây ở vây lưng: 7; Số gai ở vây hậu môn: 3; Số tia vây ở vây hậu môn: 10; Số tia vây ở vây ngực: 17–18; Số gai ở vây bụng: 1; Số tia vây ở vây bụng: 5.

## Sinh thái học
Mùa sinh sản của C. rubescens diễn ra trong khoảng thời gian từ tháng 8 đến tháng 1 năm sau, tuy nhiên, chúng sinh sản nhiều nhất là vào khoảng giữa tháng 9 và tháng 11, tức vào mùa xuân. Tuổi thọ lớn nhất được ghi nhận ở loài cá này là 22 năm tuổi.
Loài này đang bị đánh bắt quá mức trong ngành thương mại và câu cá giải trí.

### Trích dẫn
- Gomon, Martin F. (2017). “A review of the tuskfishes, genus Choerodon (Labridae, Perciformes), with descriptions of three new species” (PDF). Memoirs of Museum Victoria. 76: 1–111. doi:10.24199/j.mmv.2017.76.01.